# Metalopha albolineata
Metalopha albolineata är en fjärilsart som beskrevs av Leo Schwingenschuss 1954. Metalopha albolineata ingår i släktet Metalopha och familjen nattflyn. Inga underarter finns listade i Catalogue of Life.